# Députation forale d'Alava
La Députation forale d'Alava (en espagnol : Diputación Foral de Álava et en basque : Arabako Foru Aldundia) est l'organe de gouvernement du territoire historique d'Alava dans la communauté autonome du Pays basque. Elle siège au palais de la Députation à Vitoria-Gasteiz.

## Fonctions
Outre les compétences ordinaires qu'exercent les députations des autres provinces d'Espagne, la Députation forale d'Alava exerce des compétences spécifiques dérivées de sa nature comme territoire historique du Pays basque, et en rapport avec son statut d'autonomie et selon la loi des territoires historiques de 1983. Elle ainsi détient d'importantes compétences fiscales, en urbanisme et dans les affaires sociales.
La Députation est l'organe exécutif qui est responsable devant les Juntes générales d'Alava, qui est l'organe législatif.

## Composition
La députation comprend dix membres parmi lesquels le député général qui la dirige, élu par les Juntes générales.

### Présidents de la députation depuis la transition
| Période     | Nom                               | Parti |
| ----------- | --------------------------------- | ----- |
| 1979-1983   | Emilio Gebara Saleta              | PNV   |
| 1983-1987   | Juan María Ollora Otxoa de Aspuru | PNV   |
| 1987-1991   | Fernando Buesa Blanco             | PSE   |
| 1991-1995   | Alberto Antsola Maiztegi          | PNV   |
| 1995-1999   | Félix Ormazabal Askasíbar         | PNV   |
| 1999-2007   | Ramon Rabanera Rivacoba           | PP    |
| 2007-2011   | Xabier Agirre Lopez               | PNV   |
| 2011-2015   | Javier de Andrés                  | PP    |
| Depuis 2015 | Ramiro González Vicente           | PNV   |

### Sources
- (es) Cet article est partiellement ou en totalité issu de l’article de Wikipédia en espagnol intitulé « Diputación Foral de Álava » (voir la liste des auteurs).